# Penn & Teller

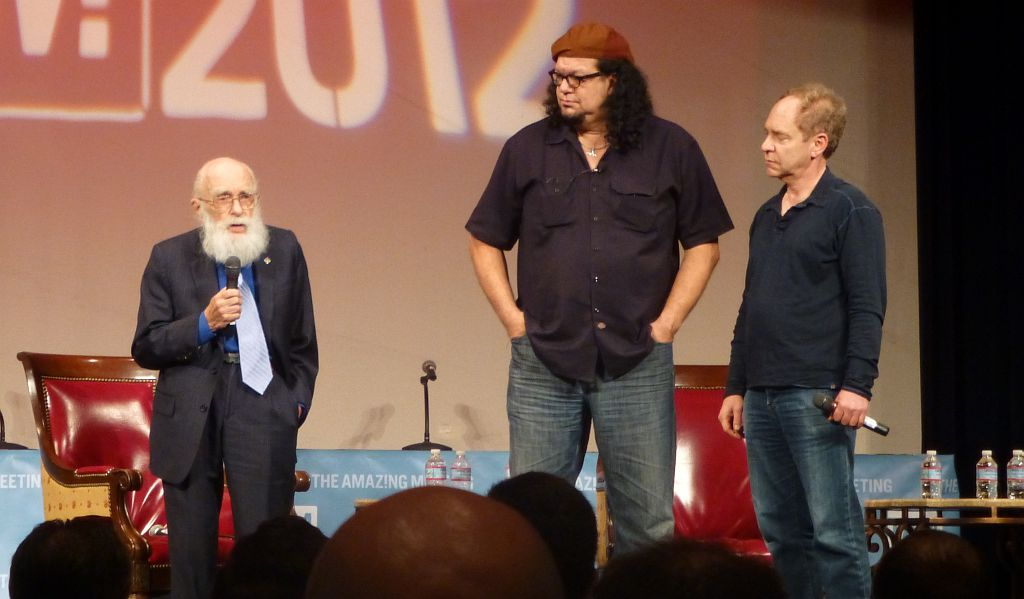
Penn & Teller razem na scenie z Jamesem Randim podczas The Amaz!ng Meeting (TAM-2012) w trakcie przemówienia: "38 Years of Magic & BS: A Conversation with Penn & Teller"

Penn & Teller – (właśc. Penn Fraser Jillette i Raymond Joseph Teller) amerykański duet komików i iluzjonistów. Penn jest gawędziarzem, a Teller mimem. Często ujawniają tajemnice swoich sztuczek. Specjalizują się w demaskowaniu oszustw. Są ateistami i libertarianami.